# 山本正男 (美術史家)
山本 正男（やまもと まさお、1912年1月12日 - 2007年10月10日）は、日本の美術史学者。専攻は美学、芸術史。第4代東京芸術大学学長、初代沖縄県立芸術大学学長。長野県長野市出身。
日本学術会議第13・14期会員、文部省学術審議会委員、日本美学会委員などを歴任した。

## 略歴
- 1930年 - 旧制長野中学（長野県長野高等学校）卒業、第三高等学校文科乙類入学。
- 1933年 - 東京帝国大学文学部美学美術史学科（美学専攻）入学。
- 1936年 - 同大学卒業、卒業論文は「アリストテレスのテクネーについて」。
- 1938年 - 同大学大学院修了。
- 1947年 - 同大学文学部助手。
- 1950年 - 横浜国立大学助教授に就任。東京文理科大学講師を併任。
- 1962年 - 文学博士（東京教育大学）。
- 1965年 - 東京芸術大学教授。
- 1977年 - 同大学美術学部長。
- 1979年 - 同大学学長。
- 1986年 - 沖縄県立芸術大学学長。
- 1996年 - 同大学退官。

## 著書
- 『美学と芸術学』創美社, 1950
- 『美の思索』美術出版社、1954
- 『芸術史の哲学』美術出版社、1962
- 『東西芸術精神の伝統と交流』理想社、1965
- 『美学への道　藝術における人間の問題』理想社、1971
- 『感性の論理』理想社, 1981.1
- 『美術教育学への道』玉川大学出版部、1981
- 『芸術の森の中で』玉川大学出版部、1986
- 『生活美学への道』勁草書房、1997
- 『芸術の美と類型 - 美学講義集』スカイドア、2000

編著
- 『現代の芸術教育』（編）三彩社、1966